# Copa dels Pirineus de 1914
La Copa dels Pirineus o Challenge Internacional del Sud de França de l'any 1914 fou la cinquena edició d'aquesta competició internacional de futbol.

## Quadre de competició
|  | Quarts de final              | Quarts de final              |                     |   | Semifinals | Semifinals |  |  | Final | Final |
|  |                              |                              |                     |   |            |            |  |  |       |       |
|  | 1 març - Barcelona           |                              |                     |   |            |            |  |  |       |       |
|  |                              |                              |                     |   |            |            |  |  |       |       |
|  | FC Espanya                   | 1                            |                     |   |            |            |  |  |       |       |
|  | FC Espanya                   | 1                            | 29 març - Barcelona |   |            |            |  |  |       |       |
|  | Universitari SC              | 0                            |                     |   |            |            |  |  |       |       |
|  | Universitari SC              | 0                            | FC Espanya          | 5 |            |            |  |  |       |       |
|  | 15 març - Barcelona          |                              | FC Espanya          | 5 |            |            |  |  |       |       |
|  |                              | FC Barcelona                 | 2                   |   |            |            |  |  |       |       |
|  | FC Barcelona                 | FC Barcelona                 | 2                   | 5 |            |            |  |  |       |       |
|  | FC Barcelona                 |                              | 24 abril - Tolosa   | 5 |            |            |  |  |       |       |
|  | CE Sabadell                  | 0                            |                     |   |            |            |  |  |       |       |
|  | CE Sabadell                  | 0                            | FC Espanya          | 3 |            |            |  |  |       |       |
|  |                              |                              | FC Espanya          | 3 |            |            |  |  |       |       |
|  |                              | La Comète et Simiot Bordeaux | 1                   |   |            |            |  |  |       |       |
|  | La Comète et Simiot Bordeaux | La Comète et Simiot Bordeaux | 1                   |   |            |            |  |  |       |       |
|  | 19 abril - Tolosa            |                              |                     |   |            |            |  |  |       |       |
|  |                              |                              |                     |   |            |            |  |  |       |       |
|  | La Comète et Simiot Bordeaux | 5                            |                     |   |            |            |  |  |       |       |
|  | La Comète et Simiot Bordeaux | 5                            | 15 març - Albi      |   |            |            |  |  |       |       |
|  |                              | Union Sportive Albigeoise    | 2                   |   |            |            |  |  |       |       |
|  | Union Sportive Albigeoise    | Union Sportive Albigeoise    | 2                   |   |            |            |  |  |       |       |
|  |                              |                              |                     |   |            |            |  |  |       |       |
|  | Stade Toulousain             |                              |                     |   |            |            |  |  |       |       |
|  |                              |                              |                     |   |            |            |  |  |       |       |

## Quarts de final
| FC Barcelona | 5 - 0 | CE Sabadell                                                                         |
| --- | ----- | ----------------------------------------------------------------------------------- |
| P. Wallace Bau Alcántara · Bru · Molins, Amechazurra · Berdié, Massana, Carlier · Mallorquí, P. Wallace, Bau, Alcántara, Peris | [ 2 ] | Fíguls Luis, Casas Moix, Monistrol, Comas Llonch, González, Aragay, Retana, Gallech |

| FC Espanya                                                                                              | 1 - 0 | Universitary SC                                                                         |
| --- | ----- | --------------------------------------------------------------------------------------- |
| Passani · Reñé · Mariné, Reguera · Salvó I, Casellas, Prat · Bellavista, Passani, Baró, Osanz, Salvo II | [ 3 ] | Cuervo Varela, Batlle Puntas, Alemany, Malo Ozores, Armet, Janer, Varela (F.), Folguera |

| Union Sportive Albigeoise | Albi classificat | Stade Toulousain |
| ------------------------- | ---------------- | ---------------- |
|                           | [ 4 ]            |                  |

 Albi
| La Comète et Simiot Bordeaux | Classificat directe | Bye |
| ---------------------------- | ------------------- | --- |
|                              |                     |     |

## Semifinals
| FC Espanya | 5 - 2 | FC Barcelona                                                                                             |
| --- | ----- | --- |
| Baró Bellavista · Puig · Farriols, Mariné · Prats, Casellas, Salvó I · Villena, Baró, Bellavista, Passani, Coletas | [ 5 ] | Peris Bau · Bru · Reguera, Molins · Berdié, Massana, Greenwell · Mallorquí, Oller, Bau, Alcántara, Peris |

Hi va haver greus incidents i invasió de camp. Molins agredí a Salvo, donant-li amb un cop de puny que el deixà inconscient.
| La Comète et Simiot Bordeaux | 5 - 2 | Union Sportive Albigeoise |
| ---------------------------- | ----- | ------------------------- |
|                              | [ 4 ] |                           |

 Stade Ponts-Jumeaux, Tolosa de Llenguadoc

## Final
| FC Espanya | 3 - 1 | La Comète et Simiot Bordeaux                                                                                  |
| --- | ----- | --- |
| Salvó I Bellavista · Puig · Ribera, Mariné · Prats, Casellas, Salvó I · Villena, Baró, Bellavista, Passani, Salvo II | [ 6 ] | Lamvald · Noellen · Barrieusse, Oneire · Altané, Souliè, Damazán · Riquelté, Dablanc, Lemele, Lamvald, Sasaux |

| Campió de la Copa dels Pirineus 1914 |
| ------------------------------------ |
| · Futbol Club Espanya · Primer títol |